# Heliothodes diminutivus
Heliothodes diminutivus là một loài bướm đêm trong họ Noctuidae.